# 謎 (アルバム)
『謎』（なぞ）は、日本のシンガーソングライター・小松未歩が1997年12月3日にAmemura O-town Recordから発売した1枚目のオリジナルアルバムである。
ディスクジャケットには『謎？』と疑問符が付いているが、オフィシャルサイトには記載されていない。

## アートワーク
アートワークでは仕掛けがしてある。ジャケット、歌詞カード、CDレーベルに黒い穴と煙が描かれ、アルバム全体を弾丸が貫通したようなデザインになっている。さらに、ジャケットの色鉛筆の芯に空いた穴から上がる煙は「？」の形になっている。
ジャケット写真の色鉛筆にちなみ、初めて販促用のノベルティグッズ（色鉛筆セット）が作られ、音楽雑誌やラジオ等の懸賞用などとして配布された。

## 批評
| 専門評論家によるレビュー | 専門評論家によるレビュー |
| レビュー・スコア         | レビュー・スコア         |
| 出典                     | 評価                     |
| ------------------------ | ------------------------ |
| CDジャーナル             | 肯定的                   |

CDジャーナルは、「どの楽曲も時代の流行に左右されないスタンダード性を持っている点が良い」と批評した上で、「聴いてて安心感を覚えるのも、心にスーッと入ってくる良質なメロディのおかげ」と肯定的に評価している。

## 記録
オリコンチャート最高5位ながら、100位以内に24週チャートインし、累計では40万枚を売り上げた。
日本レコード協会より、1997年11月度プラチナディスク（旧基準）、1997年12月度ゴールドディスク（旧基準）に月次認定。また、本アルバムおよび同年5月発売の1stシングル「謎」で、第12回日本ゴールドディスク大賞「ベスト・ニュー・アーティスト・オブ・ザ・イヤー」を受賞。

## 収録曲
| 全作詞・作曲: 小松未歩。 |                                          |           |            |          |      |
| #                        | タイトル                                 | 作詞      | 作曲・編曲 | 編曲     | 時間 |
| 1.                       | 「Dream'in Love」                        | 小松未歩  | 小松未歩   | 明石昌夫 | 4:28 |
| 2.                       | 「おとぎ話」                             | 小松未歩  | 小松未歩   | 明石昌夫 | 4:06 |
| 3.                       | 「謎」                                   | 小松未歩  | 小松未歩   | 古井弘人 | 4:37 |
| 4.                       | 「傷あとをたどれば」                     | 小松未歩  | 小松未歩   | 古井弘人 | 4:59 |
| 5.                       | 「輝ける星」                             | 小松未歩  | 小松未歩   | 古井弘人 | 4:24 |
| 6.                       | 「alive」                                | 小松未歩  | 小松未歩   | 古井弘人 | 4:25 |
| 7.                       | 「錆びついたマシンガンで今を撃ち抜こう」 | 小松未歩  | 小松未歩   | 明石昌夫 | 3:46 |
| 8.                       | 「青い空に出逢えた」                     | 小松未歩  | 小松未歩   | 明石昌夫 | 5:05 |
| 9.                       | 「この街で君と暮らしたい」               | 小松未歩  | 小松未歩   | 明石昌夫 | 4:44 |
| 10.                      | 「君がいない夏」                         | 小松未歩  | 小松未歩   | 明石昌夫 | 4:42 |
| 11.                      | 「MY SOUL」                              | 小松未歩  | 小松未歩   | 古井弘人 | 4:56 |
| 合計時間:                | 合計時間:                                | 合計時間: | 50:12      |          |      |

## 楽曲解説
1. Dream'in Love
2. おとぎ話
3. 謎
1stシングルの表題曲。
4. 傷あとをたどれば
2ndシングルのカップリング曲。
5. 輝ける星
2ndシングルの表題曲。
6. alive
7. 錆びついたマシンガンで今を撃ち抜こう
WANDSに提供した楽曲のセルフカバー。
8. 青い空に出逢えた
辻尾有紗に提供した楽曲のセルフカバー。
9. この街で君と暮らしたい　
FIELD OF VIEWに提供した楽曲のセルフカバー。
10. 君がいない夏
DEENに提供した楽曲のセルフカバー。
11. MY SOUL

## 参加ミュージシャン
- 小松未歩：Vocal (全曲)

サポートミュージシャン
- Secil Minami：Voices
- 生沢佑一：Voices
- 岩切玲子：Voices
- 高原由妃：Voices
- 寺尾広：Voices
- 立原燎：Voices
- 鈴木英俊：Additional Guitars
- 葉山たけし：Additional Guitars & Additional Keyboards
- 大賀好修：Additional Guitars
- 小野塚晃：Additional Keyboards

## タイアップ
- 毎日放送・MBSラジオ『全国高校ラグビー選手権大会』第77回（1997年度）大会公式テーマソング[5] (#1)
- 毎日放送・MBSラジオ『MBSスポーツドーム』テーマソング (#1)
- 日本テレビ系列アニメ『名探偵コナン』第3オープニングテーマ (#3)
- テレビ朝日系列アニメ『忍ペンまん丸』エンディングテーマ (#5)